# Grup 10 de la RAF
El Grup 10 de la RAF va ser una organització de comandament que existí durant dos períodes separats, el final de la Primera Guerra Mundial i fins al 1932, i des de just abans de la Segona Guerra Mundial fins al final d'aquesta.

## Història
El Grup 10 de la RAF va ser format l'1 d'abril de 1918 a l'Àrea 2. El 8 de maig de 1919 va ser transferit a l'Àrea Sud-occidental, i aquell mateix any seria traspassat al Comandament Costaner fins a la seva dissolució, el 18 de gener de 1932.
El Grup va reformar-se l'1 de juny de 1940 dins del Comandament de Caces per permetre que el veí Grup 11 funcionés de manera més eficient. La seva zona d'operacions era la regió sud-oest d'Anglaterra. Comandat pel Vicemariscal de l'Aire Sir Quintin Brand, el Grup 10 donà suport al Grup 11 durant la batalla d'Anglaterra mitjançant la rotació d'esquadrons, enviant caces o pilots addicionals. El comandant del Grup 11, AVM Keith Park, tenia una relació molt més càlida amb Brand que amb el comandant del Grup 12, el AVM Trafford Leigh-Mallory, que estava gelós de Park pel seu destí.
A més de donar suport al Grup 11, el Grup 10 tenia diversos esquadrons d'avions que no podia arriscar durant la Batalla d'Anglaterra (Gloster Gladiator, Boulton Paul Defiant).
Brown's Quarry, una petita pedrera al nord de Tunnel Quarry, va convertir-se en el centre subterrani d'operacions pel Quartell General del Grup 10, RAF Box.
Després de la batalla d'Anglaterra, el Grup 10 també realitzà missions de cobertura aèria pels combois que s'apropaven i s'allunyaven de les illes britàniques. Els pilots rotaven cap al Grup 10 des dels grups 12 ó 13 sabent que aviat anirien al Grup 11, de manera que els pilots aprofitaven les seves zones d'operacions relativament més segures per polir les seves habilitats.
El 2 de maig de 1945 el Grup 10 va quedar absorbit pel Grup 11.

## Orde de batalla l'1 d'agost de 1940
Els esquadrons incloïen:
| Comandament                      | Avions               | Situació/Estatus | Notes                          |
| -------------------------------- | -------------------- | ---------------- | ------------------------------ |
| Quarter General, Grup 10         |                      | Box, Wiltshire   | AVM Sir Christopher Brand      |
| Sector Pembrey                   |                      | RAF Pembrey      | Wing Commander J.H. Hutchinson |
| 92è Esquadró                     | Supermarine Spitfire |                  | Sqn Leader P.J. Sanders        |
| Sector Filton                    |                      | RAF Filton       | Gp Capt R. Hanmer              |
| 87è Esquadró                     | Hawker Hurricane     |                  |                                |
| 213è Esquadró                    | Hurricane            |                  |                                |
| Secció de Caces, Sector St. Eval |                      | RAF St Eval      | Gp Capt L.G. le B. Croke       |
| 234è Esquadró                    | Spitfire             |                  |                                |
| Vol, 247è Esquadró               | Gladiator            |                  |                                |
| Sector Middle Wallop             |                      |                  | Wg Cdr D. Roberts              |
| 152è Esquadró                    | Spitfire             |                  |                                |
| 238è Esquadró                    | Hurricane            |                  |                                |
| 604è Esquadró                    | Blenheim             |                  |                                |
| 609è Esquadró                    | Spitfire             |                  |                                |

## Comandants
El Grup 10 va ser comandat pels següents oficials:

### De 1918 a 1932
- 1 d'abril de 1918 - Tinent Coronel (després Coronel) A W Bigsworth
- 1 d'agost de 1919 - Capità de Grup H P Smyth Osbourne
- 27 de juliol de 1921 - Capità de Grup J L Forbes
- 1 de desembre de 1924 - Comodor de l'Aire E A D Masterman
- 6 d'abril de 1928 - Comodor de l'Aire T C R Higgins
- 1 de novembre de 1929 Comodor de l'Aire A W Bigsworth
- 1 d'octubre de 1931 Comandant d'Ala L C Kemble (possiblement un nomenament temporal)
- 1 de novembre de 1931 Capità de Grup (posteriorment Comodor de l'Aire) N J Gill

### De 1940 a 1945
- 15 de juny de 1940 Vicemariscal de l'Aire Sir Quintin Brand
- 22 de juliol de 1941 Vicemariscal de l'Aire A H Orlebar
- 4 de novembre de 1942 Vicemariscal de l'Aire W F Dickson
- 5 de maig de 1943 Vicemariscal de l'Aire C R Steele
- 3 de juny de 1944 - Comodor de l'Aire A V Harvey
- 10 de juliol de 1944 Vicemariscal de l'Aire J B Cole-Hamilton
- Novembre de 1944 Desconegut